# Irsk vedbend
Irsk vedbend (Hedera hibernica) er en stedsegrøn lian med en krybende-klatrende vækstform. Hovedgrenene er knudret forvredne og fæstnet til underlaget (træer, klipper, bygninger osv.) med særlige klatrerødder. Hele planten og altså også de fristende bær er svagt giftig.

## Beskrivelse
Barken er først grøn, men snart efter bliver den grå. Gamle grene er lysegrå med en fint furet bark. Knopperne er næsten skjult ved bladfoden, men de er spredtstillede, ægformede og lysegrønne. 
Bladene er helrandede og ægformede med fem trekantede lapper. Oversiden er blankt mørkegrøn med lyse ribber, mens undersiden er lysegrøn. Bladene på blomstrende skud er derimod ovale og helrandede, men med de samme farver. Blomstringen sker i september-oktober, hvor man finder blomsterne samlet i kugleformede skærme, som indgår i store, endestillede og åbne klaser på særlige, buskagtige skud. Frugterne er blåsorte bær.
Planten har to slags rødder: de almindelige i jorden og særlige klatrerødder oppe mod de genstande, planten klatrer op ad. Det jordboende rodnet er hjerteformet og tæt forgrenet. Klatrerødderne er tornformede og tætsiddende på den side af grenen, som vender ind mod underlaget. 
Længde x kronediameter og årlig tilvækst: 20 x 5 m (75 x 15 cm/år). 

## Voksested
Både irsk vedbend og almindelig vedbend betegnes som invasiv i de dele af Nordamerika, der har milde vintre. 
I Caldas da Rainha, Portugal, findes den i tæt egeskov sammen med bl.a. alm. jordbærtræ, alm. munkehætte, alm. myrte, alm. oliven (vildformen), bredbladet stenved, etruskisk gedeblad, kermeseg, korkeg, mastikstræ, middelhavskorsved, musetorn, portugisisk eg, Rubia longifolia (en klatrende art af krap), Rubus ulmifolius (en klatrende art af brombær), Scilla monophyllos (en art af skilla), stedsegrøn rose, trælyng, vintersnebolle og ægte kastanje

## Anvendelse
Irsk vedbend bruges som et alternativ til den beslægtede vedbend (Hedera helix), hvor man vil have et stedsegrønt bunddække eller et selvhæftende murdække. 
| Portal | Portal:Botanik |